# Lazarus Kaimbi
Lazarus Kaimbi est un footballeur namibien né le 12 août 1988. Il joue au poste d'attaquant.
Il a participé à la Coupe d'Afrique des nations 2008 avec l'équipe de Namibie.

## Carrière
- 2006-2007 : Ramblers ( Namibie)
- 2007-2011 : Jomo Cosmos ( Afrique du Sud)
- 2011 : → Osotsapa Saraburi ( Thaïlande)
- 2012 : Osotsapa Saraburi ( Thaïlande)